# Rétro-olfaction

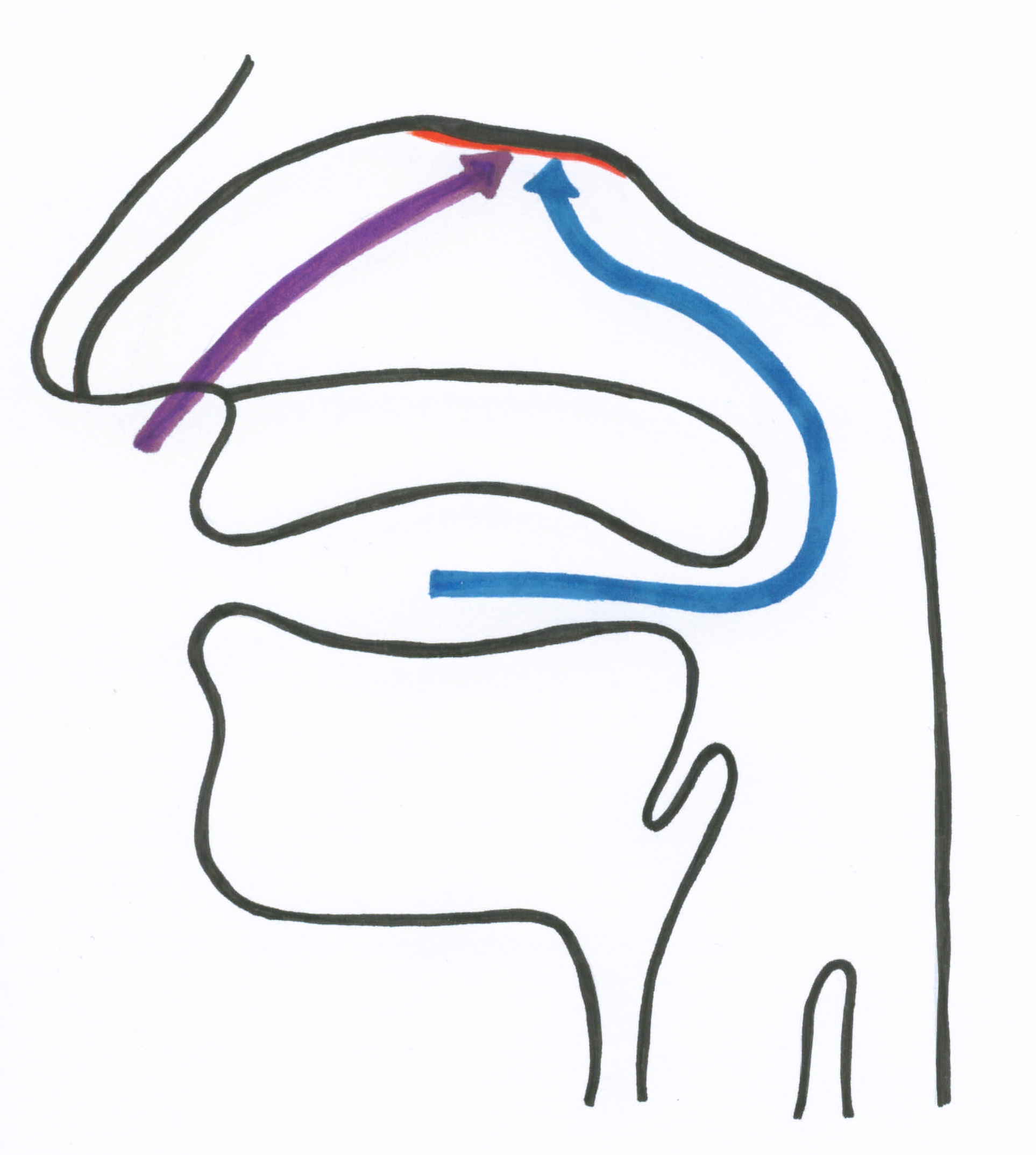
Perception olfactive par voie et des produits odorants jusqu'à l'.

La rétro-olfaction est le mécanisme physiologique permettant de percevoir à partir du système olfactif les caractéristiques aromatiques, dites flaveurs, des aliments qui sont contenus dans la bouche. On parle aussi de « voie rétronasale » ou d' « olfaction rétronasale », en effet les arômes suivent une trajectoire passant en arrière du palais pour atteindre l'épithélium olfactif dans les fosses nasales.
Cette voie rétronasale ou indirecte (notion d'arôme) est utilisée lorsque l'aliment est en bouche, s'opposant à la voie orthonasale ou directe (notion d'odeur) en inspirant ou « humant » directement l’odeur de l’aliment non ingéré. La rétro-olfaction et l’ortho-olfaction sont les deux mécanismes de la perception olfactive.

## Description
Bien que cette opération se fasse plus ou moins automatiquement au cours de la mastication et de la déglutition, elle peut être forcée pour permettre une meilleure analyse de l'aspect aromatique des aliments. C'est cette opération que devra pratiquer un dégustateur cherchant à décrire en détail le profil aromatique d'un produit, comme un vin, un chocolat, un thé, une huile d'olive, un cigare ou tout produit alimentaire.
Ce qui est couramment appelé « goût », comme un goût de fumée ou un goût de banane, est une sensation provoquée par des composés volatils déclenchant sur les terminaisons olfactives des fosses nasales un influx nerveux en direction du bulbe olfactif, et est distinct du « goût » au sens strict physiologique, qui ne comprend que les sensations perçues par les papilles gustatives de la langue, sensations dite de « sapidité ».
La rétro-olfaction est mise en pratique en utilisant le flux d'air ascendant au cours de l'expiration, en propulsant en arrière de la bouche, par des mouvements des joues et de la mâchoire, l'air ayant été au contact du produit dégusté. Les composés volatils sont ainsi 
véhiculés au contact des terminaisons olfactives. La température de dégagement des composés volatils, c’est-à-dire celle de la bouche, ainsi que l'adjonction de salive, causent des modifications au produit et lui donnent une autre apparence aromatique que celle perçue par la voie olfactive directe.

## Son rôle dans l'évolution
Le neuroscientifique Gordon Murray Shepherd (en) considère que cette voie rétro-nasale a un rôle évolutif chez l'homme : avec l'adoption de la bipédie, l'homme a parcouru un territoire de plus en plus vaste, avec une diversification concomitante de son alimentation et le développement des odeurs rétro-nasales. La domestication du feu par l'homme permit la cuisson des aliments, les rendant plus appétissants et plus odorants, de même que l'apport d'aliments fermentés. La révolution néolithique voit le développement de l'agriculture, de la domestication animale, l'emploi d'épices et de techniques culinaires de plus en plus complexes (telles que celles produisant des fromages et des vins) qui favorisent la stimulation des récepteurs olfactifs d'odeur par la voie rétro-nasale, stimulation plus importante que chez les primates non humains et autres mammifères.